# Ma'afu Pale
Pour les articles homonymes, voir Ma'afu.
Pas d'image ? Cliquez ici

a Compétitions nationales et continentales officielles uniquement.

b Matchs officiels uniquement.
Dernière mise à jour le 6 février 2019.
Ma'afu Pale, né le 3 février 1974 aux Tonga, est un joueur international tongien de rugby à XV entre 1998 et 2006. Il évolue aux postes de pilier ou de talonneur de (1,78 m pour 120 kg).

## Carrière

### En club
- Royal High Christophin
- 2002 : Buller (NPC)  Nouvelle-Zélande
- 2003 : Wellington (NPC)  Nouvelle-Zélande
- 2005 - 2006 : Coventry RFC (RFU Championship)  Angleterre
- 2006 - 2009 : RC Massy (Fédérale 1)  France
- 2009 - 2010 : Lyon OU (Pro D2)  France

### En équipe nationale
Il a eu sa première cape internationale le 22 septembre 1998 contre l'équipe d'Australie, et sa dernière le 1er juillet 2006 contre l'équipe des Samoa.

## Palmarès en sélection
- 7 sélections avec l'Équipe des Tonga de rugby à XV
- 5 points (1 essai)
- Sélections par année : 1 en 1998, 3 en 2002, 3 en 2006